# 広島電鉄900形電車
広島電鉄900形電車（ひろしまでんてつ900がたでんしゃ）は、広島電鉄が市内線（軌道線）において運用する目的で、大阪市交通局（大阪市電）より中古車両を譲り受け、1969年（昭和44年）に導入した電車（路面電車車両）である。

## 概要
広島電鉄においては、従来市内線に在籍した小型の4輪単車を代替する目的で、大阪市電の路線縮小に伴って余剰となった2軸ボギー車各形式を大阪市交通局より1965年（昭和40年）から1969年（昭和44年）にかけて4次にわたって計40両譲り受け、導入した。900形（以下「本形式」）はその最終年次に相当する第4次増備車として、大阪市電2601形電車を14両譲り受け、1969年（昭和44年）10月から同年12月にかけて導入したものである。
|       | 車番      | 旧番（大阪市交通局在籍当時）                                     | 落成年月   |
| ----- | --------- | ---------------------------------------------------------------- | ---------- |
| 900形 | 901 - 914 | 2628・2631・2633・2634・2626・2627 2629・2630・2632・2635 - 2639 | 1969年10月 |

本形式以前に750形電車として導入された元大阪市電の車両各形式（1601形・1651形・1801形電車）は、いずれも車体長が13mを超す大型車であったのに対し、本形式の前身である大阪市電2601形は車体長12m未満の、大阪市交通局内において「中型車」と呼称されるグループに属する車両であった点が異なる。
大阪市電2601形は、従来大阪市電に在籍した木造2軸ボギー車などの主要機器を流用し、「無音電車」「和製PCCカー」などと呼称された高性能車両3001形電車や、同形式の試作車として先行導入された3000形電車と同一の車体を新製した車両で、安価な製作費で旅客サービス向上を図る目的で1955年（昭和30年）から1961年（昭和36年）にかけて大阪車輌工業において計114両が製造された。このうち、広島電鉄へ譲渡された2601形2626 - 2639は後年ワンマン運転対応改造を施工しており、当時ワンマン運転の導入を計画していた広島電鉄へワンマン仕様車全車が譲渡されることとなった。
広島電鉄においては1969年（昭和44年）10月17日付で901 - 904・906 - 914の13両が、約一週間後の同年10月25日付で905が竣功し、全車が出揃った。905 - 914の10両は一旦車掌乗務（ツーマン）仕様に改造し導入されたが、901 - 904の4両については
広島電鉄初のワンマン仕様車として落成し、同年12月より白島線において運用を開始した。ただし、大阪市では運賃先払いの前乗り中降り方式だった一方、広島電鉄では運賃後払いの中乗り前降り方式としたことから、それに対応した改修は行われた。また、本形式は導入に際して車体塗装の変更は行われず、概ね大阪市交通局在籍当時の原形を保ったまま導入された。このことは広島電鉄が他事業者より譲り受けた車両を譲渡元事業者に在籍した当時の塗装のまま導入する契機となり、また広島電鉄が愛好家から「動く交通博物館」「路面電車の博物館」などの異名で呼称される契機ともなった。
当初ツーマン仕様で竣功した905 - 914についても後にワンマン対応に仕様を復帰し、後年、過半数の車両を対象に冷房改造が実施された。

## 車体
全長12,480mmの、構体主要部分を普通鋼とした半鋼製構体を備える。前後妻面には緩い後退角を設け、3枚の窓のうち運転台部分に該当する中央部を大型の広幅固定窓とし、左右に縦長形状の開閉式の小窓を配した、3000形以降に新製された大阪市電の車両における標準的構造を踏襲した。
前面中央窓上部には行先表示器および運行系統番号表示器が1つのケースにまとめられて配置されている。広島電鉄への導入後、運行系統番号表示器はしばらく使用されていたがその後使用停止となり、他車と同じ系統板を装備した。後年同部分にはワンマン表示が掲出された。前照灯は白熱灯式のものを前面屋根部中央部へ埋込形ケースを介して装備し、後部標識灯は前面腰板部の向かって左側へ1灯装備した。大阪市交通局在籍当時は、前面腰板部の向かって右側に集電装置（ビューゲル）の上昇および方向転換時に用いるワイヤーの巻き取り器を装着していたが、広島電鉄への導入に際しては集電装置をZ形パンタグラフに換装したため巻き取り器は不要となり、撤去された。
側面は車体の前部と中央部の2箇所に片開式の客用扉（引扉）を設置し前中扉配置とした左右非対称構造を採用、側窓は下段のみが開閉し上段をHゴム固定支持としたいわゆる「バス窓」構造で、窓配置はD(1)3(1)D13（D：客用扉、各数値は側窓の枚数、下線付は車掌用窓を、カッコ付は戸袋窓をそれぞれ示す）である。本形式の前身である大阪市電2601形2626 - 2639は、同形式の初期車が車掌窓部分を他の客用窓と同一形状としていたのに対して、横引式の開閉窓に改良した点が特徴であった。
車内はロングシート仕様で、車内照明には蛍光灯を採用した。
車体塗装は前述の通り大阪市交通局在籍当時と同じく、車体の下半分をマルーン・上半分をベージュとし、大阪市電においてワンマン車を表したマルーン・ベージュの塗り分け境界部分に青帯を配した塗装で竣功した。（大阪市電色は、淡いピンク色とインディアンレッドの塗分けなので正確には同じ塗装ではない。）

## 主要機器

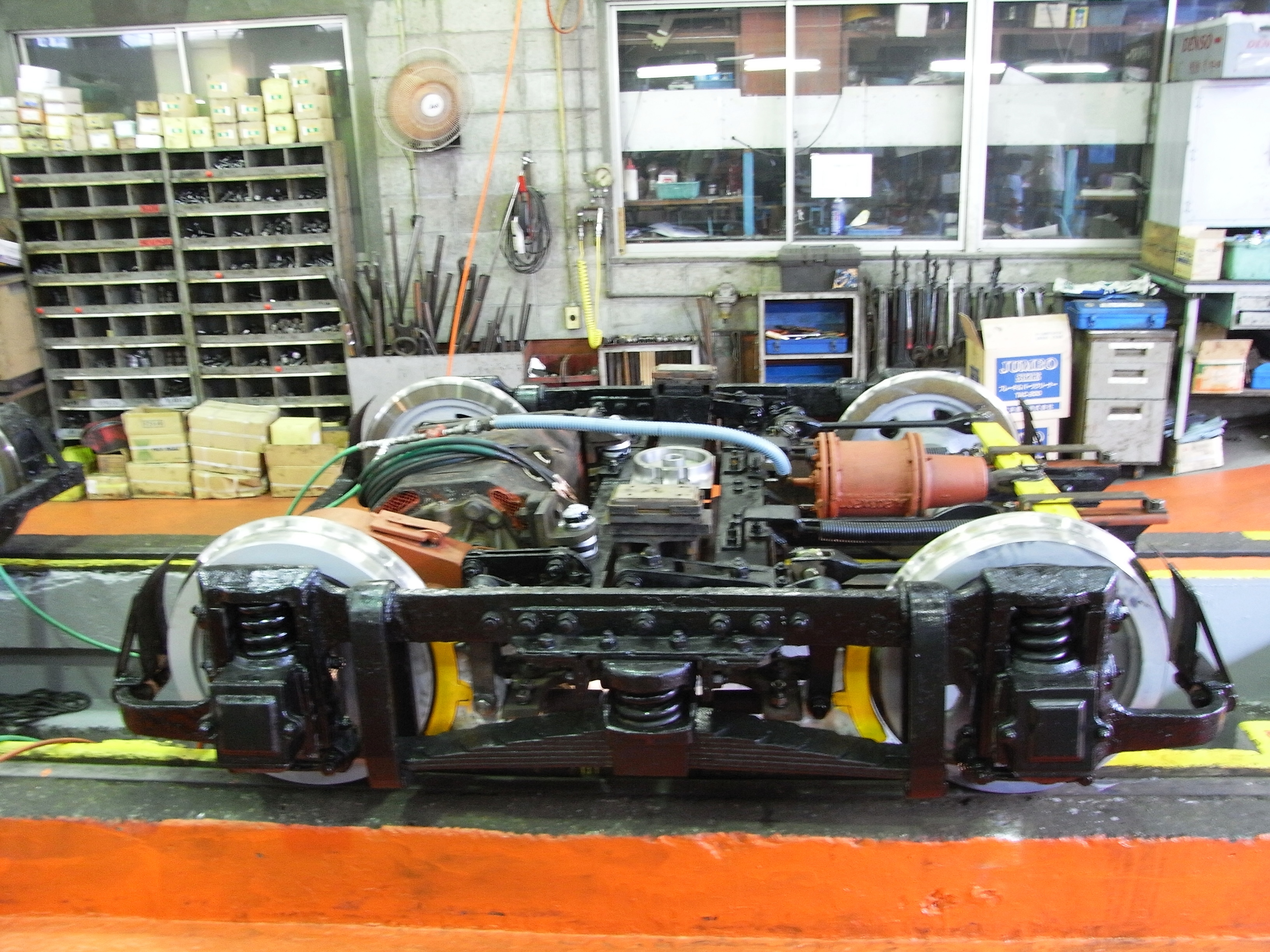
900形が装着するブリル77E台車

主要機器については基本的に大阪市交通局在籍当時と変化はない。
制御方式は各運転台に設置されたKR-8直接制御器（ダイレクトコントローラー）によって速度制御を行う直接式である。
主電動機は三菱電機製の直流直巻電動機MB-245-L（一時間定格出力38kW）を1両当たり2基搭載、駆動方式は吊り掛け式、歯車比は4.14 (58:14)である。
台車はブリル (J.G. Brill) 社製の鍛造鋼組立式台車77Eを原設計として、住友製鋼所において模倣生産されたブリル77E台車を装着する。同台車は大荷重に耐える重ね板ばねとその直上、揺れ枕との間に挿入されたばね定数の小さいコイルばね（グラジエート・スプリング）を併用し、軽荷重の間は柔らかいコイルばねが作用し、一定荷重を超えるとコイルばね周辺に設けられた突起を経由して重ね板バネに荷重が直接伝わる機構により乗り心地改善と大荷重対応の両立を図り、さらに揺れ枕と台車枠の間にリンク装置（トラニオン）を設けて揺動を制限することで小刻みなビビリ振動を抑止する、ブリル社の特許による枕ばね・揺れ枕部の各種機構を特徴とし、また固定軸間距離を1,626mmと路面電車用台車としては比較的長く取ることにより、振動特性を改善し乗り心地の向上を図った。軸受部の構造は平軸受（プレーンベアリング）仕様で、車輪径は660mmである。
制動装置は構造の簡易なSM-3直通ブレーキを常用し、その他非常ブレーキとして直接制御器の操作によって動作する発電制動を備える。
集電装置は前述の通り、広島電鉄への導入に際してZ形パンタグラフへ換装され、その後、シングルアームパンタグラフを屋根上中央部に1基搭載する。

## 運用

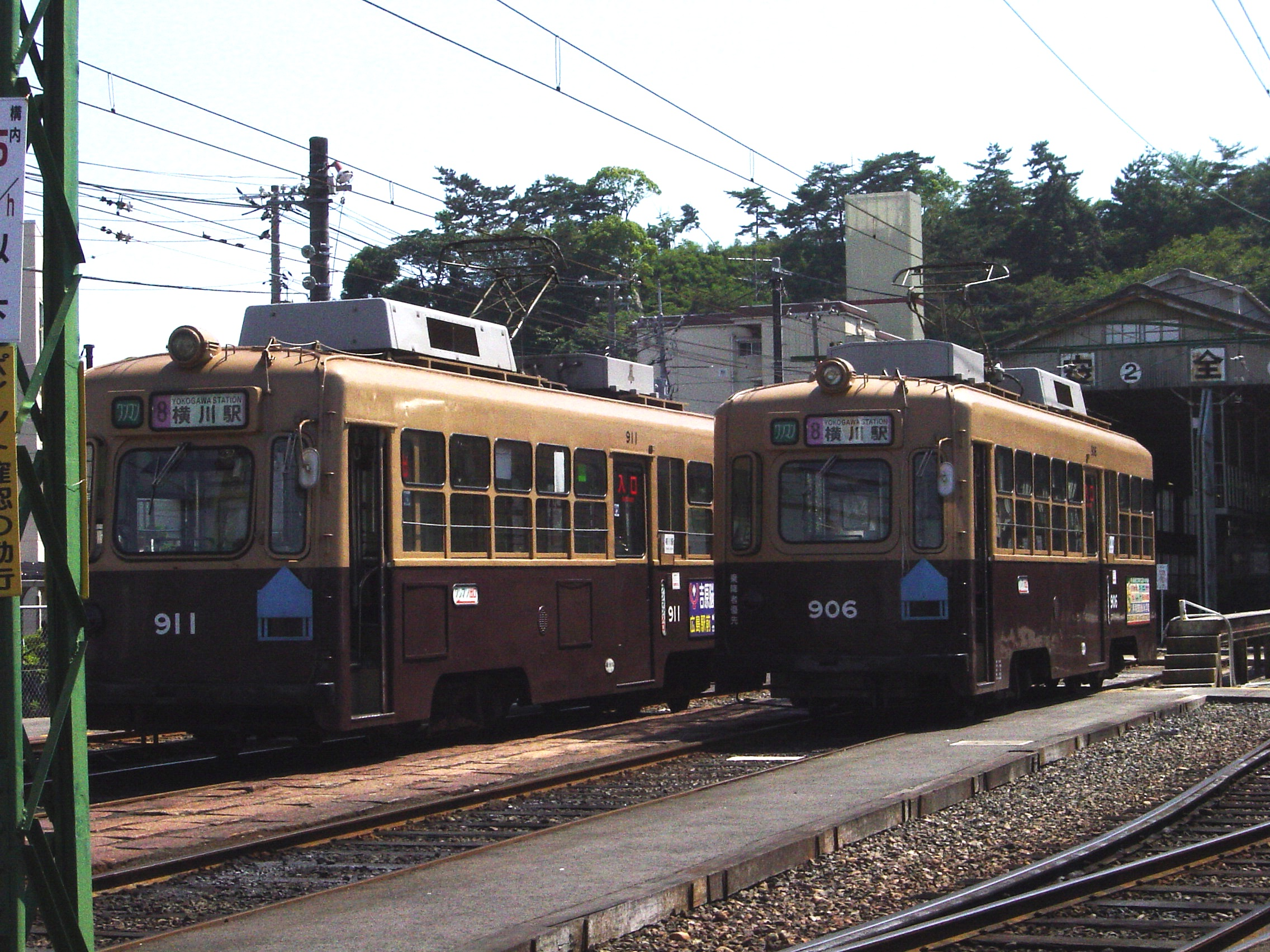
900形911（左）・906（右）
両者で前面中央窓枠の形状・太さが異なる点に注意されたい。
（江波車庫 2004年6月）

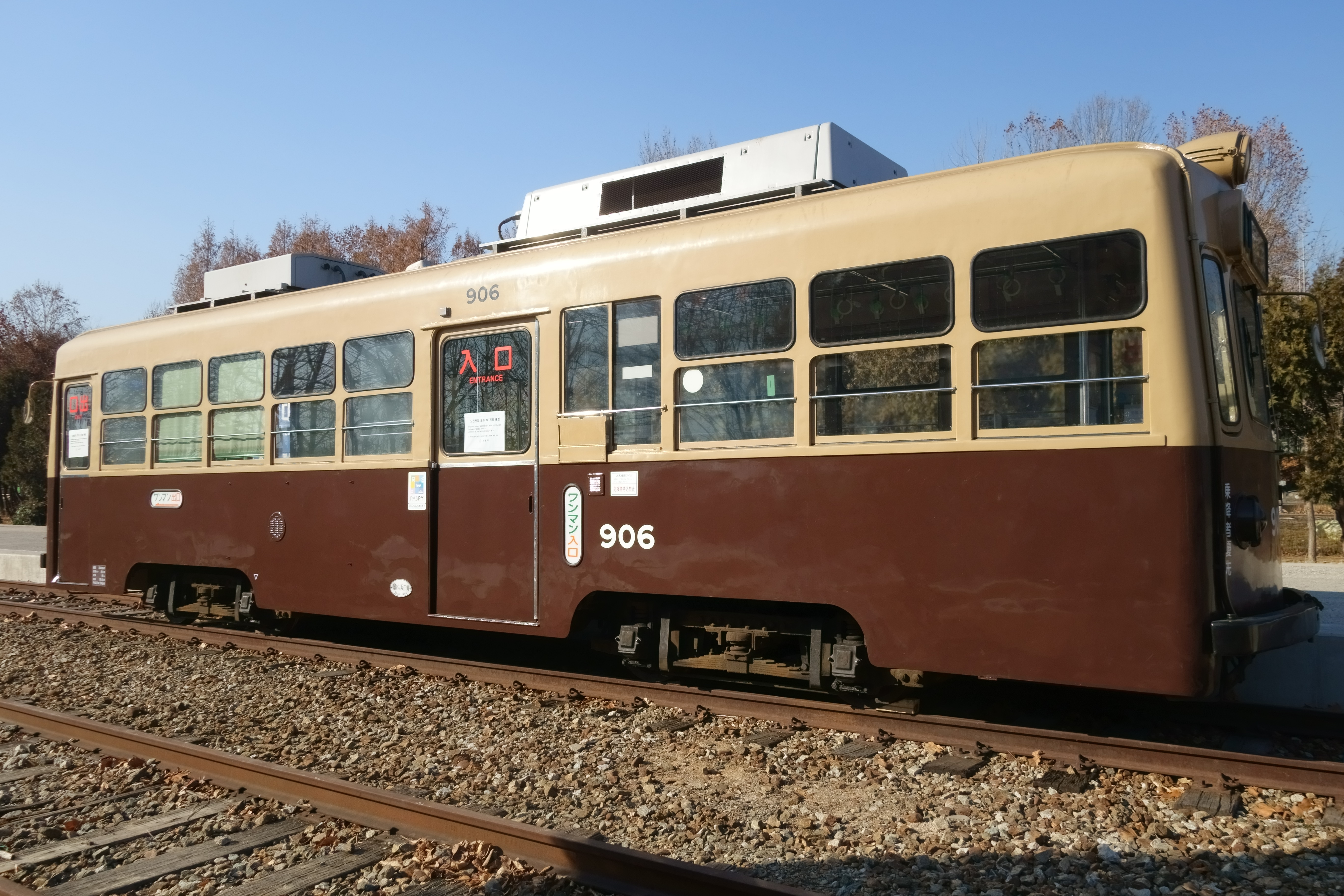
KORAIL京春線花郎台駅跡にある906号

前述の通り、先行して導入されたツーマン仕様車の905 - 914は市内線全線において、次いで導入されたワンマン仕様車の901 - 904は白島線においてそれぞれ運用されたが、後年のワンマン運転線区の増加に伴って、ツーマン仕様車についても1973年（昭和48年）1月27日付で全車ともワンマン仕様へ再び改造され、本形式は全車ワンマン仕様となった。また、同時期には前面腰板部に自動車との接触防止を目的として菱形の警戒サインが黄色く塗装された。
1975年（昭和50年）11月1日に発生した千田車庫火災において、902が550形552・1100形1101とともに被災した。被害の少なかった1100形1102のみ修復され翌1976年（昭和51年）1月に運用に復帰したが、残る2両は1977年（昭和52年）4月4日付で廃車となった。
残る13両に対しては車体塗装の青帯省略、前面警戒色の廃止などが実施され、その他前面中央窓の開閉構造化が施工されたが、施工時期によって前面窓枠の形状が異なる点が特徴となった。
市内線所属車両の冷房化が進捗する中、本形式は後年まで非冷房仕様のまま残存したが、1986年（昭和61年）8月より冷房改造が開始され、904 - 907・910 - 914の計9両が1989年（平成元年）8月までに順次冷房化された。
搭載された冷房装置は他形式と同じく三菱電機CU77A（冷却能力21,000kcal/h）で、1両当たり1基屋根上に搭載し、冷房用電源として静止形インバータ (SIV) が同じく屋根上に新設された。また、冷房装置の搭載に伴って自重が1t増加したことから、主電動機を750形の廃車発生品である東洋電機製造TDK-546/G1-A（一時間定格出力45kW）に換装して出力増強を図り、歯車比も4.21 (59:14) に変更された。その他、前面行先表示器の電動化が施工され、表示窓の上下寸法が若干拡大された。
冷房改造の対象から外れた901・903・908・909の4両は、広島電鉄に在籍する最後の非冷房車として継続運用されたものの、新型車の導入に伴って1998年（平成10年）3月20日付で903・908・909が、2000年（平成12年）3月31日付で901がそれぞれ除籍された。同4両の淘汰完了によって、広島電鉄は営業用車両の冷房化率100%を達成した。
冷房化された残る9両については、その後も長年現役で運用されていて、かつては、千田車庫と江波車庫両車庫に配属されており、市内線全線にて運用されていたが、2003年の7号線開業時による市内線車両の転配属で全車両が江波車庫に集結していた。しかし、千田の単車が不足気味で千田車庫へ移籍した。また、この形式では全車両が9号線直通の方向幕にも対応しており、江波車庫所属の1900形と共に白島線の運用に就くこともあった。
建造から60年近くが経過しており、特に足回りは大阪市電1001形から数えると90年以上に達する。これに伴い、1000形の導入によって本格的な廃車が始まり、2020年12月現在は913のみの1両が残り、広島電鉄で一般運用を行う車両の中でも古参である。
2017年9月、906号が韓国ソウル特別市蘆原区の旧京春線廃線区間を活用した鉄道公園「京春線森道」に保存・展示のために無償譲渡された。蘆原区から購入の申し入れを受けた広電が公園造成の趣旨に賛同して贈られたもので、簡単な整備の後に地下鉄6号線花郎台駅 - 京春線森道間の約700メートル区間を運行予定である。906号は2017年12月に広島港より船積みされ、2018年1月に同公園の旧花郎台駅跡地に到着している。
2019年2月には、907号を含む広島電鉄の車両2両が、タイ東北部のコンケーン市での路面電車計画検討に当たっての参考車両として、同市へ譲渡された。

## 車歴
|       | 車番 | 旧番         | 竣功年月   | 冷房改造   | 廃車          | 備考                                  |
| ----- | ---- | ------------ | ---------- | ---------- | ------------- | ------------------------------------- |
| 900形 | 901  | 大阪市電2628 | 1969年10月 | ‾          | 2000年3月     |                                       |
| 900形 | 902  | 大阪市電2631 | 1969年10月 | ‾          | 1977年4月     | 千田車庫火災被災車                    |
| 900形 | 903  | 大阪市電2633 | 1969年10月 | ‾          | 1998年3月     |                                       |
| 900形 | 904  | 大阪市電2634 | 1969年10月 | 1986年8月  | 2017年3月     |                                       |
| 900形 | 905  | 大阪市電2626 | 1969年10月 | 1989年7月  | 2017年3月     |                                       |
| 900形 | 906  | 大阪市電2627 | 1969年10月 | 1989年6月  | 2017年12月    | 2018年1月大韓民国ソウル市蘆原区に譲渡 |
| 900形 | 907  | 大阪市電2629 | 1969年10月 | 1986年8月  | 2019年3月     | 2019年3月タイ王国コンケーン市へ譲渡   |
| 900形 | 908  | 大阪市電2630 | 1969年10月 | ‾          | 1998年3月     |                                       |
| 900形 | 909  | 大阪市電2632 | 1969年10月 | ‾          | 1998年3月     |                                       |
| 900形 | 910  | 大阪市電2635 | 1969年10月 | 1987年1月  | 2019年3月     |                                       |
| 900形 | 911  | 大阪市電2636 | 1969年10月 | 1987年3月  | 2019年3月     |                                       |
| 900形 | 912  | 大阪市電2637 | 1969年10月 | 1989年8月  | 2020年4月     |                                       |
| 900形 | 913  | 大阪市電2638 | 1969年10月 | 1987年2月  | 現役          | 千田車庫所属                          |
| 900形 | 914  | 大阪市電2639 | 1969年10月 | 1986年12月 | 2020年4月14日 | 2020年4月14日解体                     |